# Alboom
Alboom (zapis stylizowany: Albóóm) – drugi album studyjny polskiego rapera Piotra Marca, pierwszy wydany pod pseudonimem Liroy. Wydawnictwo ukazało się nakładem wytwórni muzycznej BMG Ariola Poland, jako kaseta 10 lipca 1995, a na CD 4 sierpnia.

## O albumie
Alboom zawiera m.in. materiał singla Scyzoryk, który ukazał się 22 maja 1995. Alboom był wielkim sukcesem komercyjnym polskiej fonografii hip-hopowej, do końca 1995 sprzedano pół miliona egzemplarzy płyty i kasety.
Na okładce płyty Alboom Liroy pozował ubrany w koszulkę promującą album Ruthless Kick (1994) zespołu Flapjack.
Liroy był krytykowany m.in. za rapowanie po angielsku (m.in. ripostą jest utwór „Język polski” z płyty Centrum Wzgórza Ya-Pa-3, które wcześniej współpracowało i koncertowało z Liroyem).
Wydawnictwo uzyskało status czterokrotnej platynowej płyty. Płyta otrzymała dwie nagrody polskiego przemysłu fonograficznego Fryderyka w kategoriach Album roku – muzyka taneczna i Album roku – muzyka alternatywna.
W 1996 roku piosenki „Scoobidoo-Ya” i „Scyzoryk” zostały wykorzystane w filmie Pawła Łozińskiego pt. Kratka. Z kolei 1999 roku „Scyzoryk” posłużył twórcom serialu „Miodowe lata”.
29 maja 2020 roku, nakładem wytwórni Lajka Local Corp. w dystrybucji Universal Music Polska ukazała się reedycja płyty.

## Lista utworów
Opracowano na podstawie materiału źródłowego.
| CD 1. „Intro”[A] 2. „Scoobiedoo Ya”[B] 3. „Korrba”[C] 4. „Shake Yer Bootie!” (gościnnie: Biali w Głowę)[D] 5. „Głodny (Phunkey Shit)” 6. „Minister edukacji (& jego cząstka yakgdybyzkąd inąd)” 7. „Proyekcje astralne” (gościnnie: Biali w Głowę)[E] 8. „Liroy” (gościnnie: Biali w Głowę) 9. „Śleboda (sen o wolności)” (gościnnie: Biali w Głowę) 10. „Who’s Tha Boss?!” (gościnnie: Biali w Głowę)[F] 11. „Ciemna strona (Brandnyóó Mellow Remix)”[G] 12. „Look Who’s Here!” (gościnnie: Biali w Głowę)[H] 13. „02.07.'93” 14. „Scyzoryk” (gościnnie: Wzgórze Ya-Pa 3, Grzegorz Skawiński, Jarosław Śmigiel)[I] 15. „Coraz Daley Od Rayoo”[J] 16. „Outro” |  | Kaseta Strona A 1. „Intro” 2. „Scoobiedoo Ya” 3. „Korrba” 4. „Shake Yer Bootie!” 5. „Głodny (Phunkey Shit)” 6. „Look Who’s Here!” 7. „Proyekcje astralne” Strona B 1. „Liroy” 2. „Śleboda (sen o wolności)” 3. „Who’s Tha Boss?!” 4. „Ciemna strona (Brandnyóó Mellow Remix)” 5. „Scyzoryk” (gościnnie: Wzgórze Ya-Pa 3) 6. „Outro” |

Notatki
- A^ W utworze wykorzystano sample z piosenki „Midnight Theme” w wykonaniu Manzela[7].
- B^ W utworze wykorzystano sample z piosenek „Tutti Frutti” Little Richarda, „How Soon Is Now?” The Smiths i „I Left My Wallet in El Segundo (Vampire Mix)” w wykonaniu A Tribe Called Quest[7].
- C^ W utworze wykorzystano sample z piosenek „She Watch Channel Zero?!” Public Enemy, „My Philosophy” Boogie Down Productions i „Swing Cocktail” w wykonaniu Jarosława Jeżka.
- D^ W utworze wykorzystano sample z piosenki „Apache” w wykonaniu Incredible Bongo Band[7].
- E^ W utworze wykorzystano sample z piosenki „Lock Down (Interlude)” Cypress Hill i „Scenario” w wykonaniu A Tribe Called Quest[7].
- F^ W utworze wykorzystano sample z piosenki „The Fuz and Da Boog” w wykonaniu Fuzzy Haskins[7].
- G^ W utworze wykorzystano sample z piosenki „Kissing My Love” w wykonaniu Billa Withersa[7].
- H^ W utworze wykorzystano sample z piosenki „Give It Up or Turnit a Loose (Remix)” w wykonaniu Jamesa Browna[7].
- I^ W utworze wykorzystano sample z piosenek „How I Could Just Kill a Man” Cypress Hill, „Midnight Theme” Manzela i „The Champ” w wykonaniu The Mohawks[7].
- J^ W utworze wykorzystano sample z piosenek „Undaground Rappa” i „Gimme Dat Microphone” w wykonaniu Das EFX.

Singel
| Scyzoryk |
| --- |
| 1. „Scyzoryk” (Sykkko Radio Edit) 2. „Korrba” 3. „Coraz dalej od rayoo” 4. „Scyzoryk” (Soft Bass Mix) 5. „Scyzoryk” (Total Sykkko Long Version) |

## Twórcy
Opracowano na podstawie materiału źródłowego.

- Piotr „Liroy” Marzec – wokal, słowa, produkcja, projekt loga
- Jarogniew Milewski – produkcja, instrumenty klawiszowe, realizacja nagrań (1–2, 4–13, 15)
- Tomasz „Borygo” Borycki (Biali w Głowę) – wokal wspierający (4, 7–10, 12)
- „Marcin” (Biali w Głowę) – wokal wspierający (4, 7–10, 12)
- „Zwierzak” (Biali w Głowę) – wokal wspierający (4, 7–10, 12)
- Robert „Litza” Friedrich – koprodukcja (10), gitara (10)
- Marcin Sołtyk – głos (14)
- Jarosław „Śmigiel” Śmigiel – gitara basowa (14)
- Grzegorz Skawiński – gitara (14)
- Wojciech „Wojtas” Schmidt (Wzgórze Ya-Pa 3) – wokal (14), słowa (14)
- Radosław „Radoskór” Kobuz (Wzgórze Ya-Pa 3) – wokal (14), słowa (14)
- Michał „Zajka” Łakomiec (Wzgórze Ya-Pa 3) – wokal (14), słowa (14)
- Grzegorz Piwkowski – mastering
- Adam Toczko – realizacja nagrań (3, 14)
- Marek Piotrowski (Teatr Muzyczny w Gdyni) – realizacja nagrań (1–2, 4–13, 15)
- Arkadiusz Stegenka – projekt okładki
- Wojciech Zych – projekt okładki
- Agnieszka Wójkowska – projekt loga
- Robert Król – zdjęcia